# العزازمه

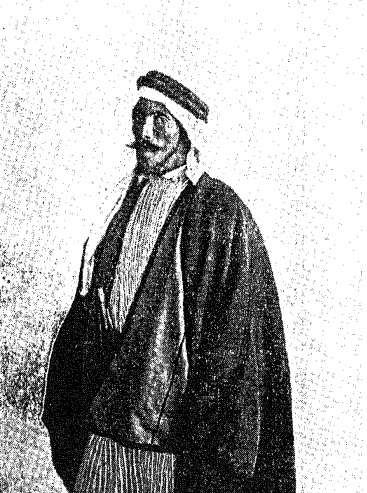
الشیخ عوده بن جخیدم شیخ عشیرهٔ المحمدیان در العزازمه

العزازمه قبیله‌ای صحرانشین است که در زمین‌های ممتد که مرز شرقی آن بئرشبع تا وادی عربه و از غرب به شبه‌جزیره سینا محصور می‌شود، ساکن است. در قرن ۱۹، دوشادوش قبیلهٔ ترابین ضد قبیلهٔ تیاها وارد نبرد شد. بعدها با قبیلهٔ ترابین نیز بر سر زمین وارد مخاصمه شد که این درگیری‌ها پس از چند سال تداوم با تأسیس شهر بئرشبع خاتمه یافت. در اوایل سده ۲۰ میلادی العزامه روستای الخلصه را ایجاد کردند.